# Triclistus alpinator
Triclistus alpinator là một loài tò vò trong họ Ichneumonidae.